# Tethina tethys
Tethina tethys is een vliegensoort uit de familie van de Canacidae. De wetenschappelijke naam van de soort is voor het eerst geldig gepubliceerd in 2000 door Munari & Baez.